# Hypolobocera aequatorialis
Hypolobocera aequatorialis is een krabbensoort uit de familie van de Pseudothelphusidae. De wetenschappelijke naam van de soort is, als Pseudothelphusa aequatorialis, voor het eerst geldig gepubliceerd in 1897 door Ortmann.